# Sieradz
Sieradz is een stad in het Poolse woiwodschap Łódź, gelegen in de powiat Sieradzki, bij de rivier de Warta. De oppervlakte bedraagt 51,22 km², het inwonertal 44.326 (2005).

## Verkeer en vervoer
- Station Sieradz
- Station Sieradz Warta

## Stadsnaam
De naam van de stad is waarschijnlijk afkomstig van de voornaam "sirorad". In de 12e eeuw werd de naam "Siradia" gebruikt. Na die tijd werd de huidige naam, Sieradz en Siradz, gebruikt.

## Geboren
- Mariusz Stępiński (12 mei 1995), voetballer